# Chetoptilia metallica
Chetoptilia metallica là một loài ruồi trong họ Tachinidae.